# Cratere Stickney
Stickney è il maggiore fra i crateri d'impatto presenti sulla superficie di Fobos, il satellite più interno di Marte. Il cratere, posto a cavallo dell'equatore del satellite, si estende tra i 20°S e i 22°N di latitudine e tra i 28°W e i 70°W di longitudine, con un diametro di circa 9 km.
Frutto di un devastante impatto, si è ritenuto per lungo tempo che le striature e le catene di crateri che da esso dipartono fossero un effetto collaterale del materiale rilasciato al momento della sua nascita. Tuttavia il confronto tra le foto delle missioni Mariner 9, Viking 1 e Phobos 2 mostra che le striature sono in aumento e devono pertanto avere una diversa origine.
Il cratere è stato battezzato dall'Unione Astronomica Internazionale in onore della matematica Angeline Stickney, moglie di Asaph Hall, scopritore di Fobos. La leggenda vuole che avesse proibito al marito di rientrare in casa finché non avesse scoperto il satellite cui stava dando la caccia.
Al suo interno si nota un altro cratere più recente, a cui è stato assegnato il nome Limtoc.